# 329
Évszázadok: 3. század – 4. század – 5. század
Évtizedek: 270-es évek – 280-as évek – 290-es évek – 300-as évek – 310-es évek – 320-as évek – 330-as évek – 340-es évek – 350-es évek – 360-as évek – 370-es évek
Évek: 324 – 325 – 326 – 327 –  328 – 329 – 330 – 331 – 332 – 333 – 334

## Események

### Római Birodalom
- Constantinus császárt és fiát, II. Constantinust választják consulnak.

### Kína
- Az észak-kínai hsziungnu állam, Han Csao császára, Liu Jao összecsap az országától elszakadt Késői Csao állam hadvezérével, Si Huval. Liu Jao a csatában leesik a lováról és elfogják; majd miután nem hajlandó megadásra felszólítani katonáit, kivégzik. Si Hu elfoglalja Han Csao fővárosát, elfogja és megöleti a császár két fiát, Liu Hszit és Liu Jint, és annektálja Han Csaót.

## Születések
- Nazianzi Szent Gergely, Konstantinápoly pátriárkája

## Halálozások
- Liu Jao, a kínai Han Csao állam császára
- Liu Hszi, Han Csao állam császára

## Fordítás
- Ez a szócikk részben vagy egészben  a(z)   329 című angol Wikipédia-szócikk ezen változatának fordításán alapul.  Az eredeti cikk szerkesztőit annak laptörténete sorolja fel. Ez a jelzés csupán a megfogalmazás eredetét és a szerzői jogokat jelzi, nem szolgál a cikkben szereplő információk forrásmegjelöléseként.